# Antón García Abril
Antón García Abril (* 19. Mai 1933 in Teruel; † 17. März 2021 in Madrid) war ein spanischer Komponist und Musikpädagoge.

## Leben und Werk
García Abril, geboren 1933 in Teruel, studierte von 1952 bis 1955 am Konservatorium von Madrid bei Julio Gomez und Francisco Cales und anschließend an der Accademia Chigiana in Siena bei Vito Frazzi Komposition, bei Paul van Kempen Orchesterleitung und bei Angelo Francesco Lavagnino Filmmusik. Ab 1964 setzte er seine Ausbildung an der Accademia di Santa Cecilia in Rom bei Goffredo Petrassi fort.
Mit Luis de Pablo und Cristóbal Halffter präsentierte er Spanien beim 39. internationalen Festival der International Society for Contemporary Music. Von 1974 bis 2003 hatte er einen Lehrstuhl für Komposition am Real Conservatorio Superior de Música de Madrid inne. 1982 wurde er Mitglied der Real Academia de Bellas Artes de San Fernando de Madrid, 1995 korrespondierendes Mitglied der Academia de Nobles y Bellas Artes de San Luis de Zaragoza.
Neben einer Oper, mehreren Balletten, Orchesterwerken, Chor- und Kammermusik komponierte García Abril zahlreich Filmmusiken, insbesondere zu Filmen von Mario Camus und Pilar Miro. Für sein Werk wurde er vielfach ausgezeichnet, u. a. mit dem Premio Nacional de Música (1993), mehreren Preisen der Sociedad General de Autores y Editores y la Asociación de Intérpretes y Ejecutantes und dem Kulturpreis der Stadt Madrid (2007).

## Werke (Auswahl)

### Bühnenwerke
- Divinas Palabras Oper
- Danzi y Tronío, Ballett
- Don Juán, Ballett
- Doña Francisquita, Ballett
- Fuenteovejuna, Ballett
- Le Gitanilla, Ballett

### Instrumentalkonzerte
- Cadencias für Violine und Orchester, 1975 Eingespielt von Ernst Kovacic und dem Rundfunk-Sinfonieorchester Berlín unter der Leitung Rafael Frühbeck de Burgos Cadencias auf YouTube, 23. Juni 2015, abgerufen am 13. Januar 2021.
- Concierto Aguediano für Gitarre und Orchester. Graciela und Ernesto Bitetti gewidmet. OCLC 435723694 Eingespielt vom argentinischen Gitarristen Ernesto Bitetti und dem English Chamber Orchestra unter der Leitung von Enrique Garcia Asensio und 1979 beim Label Hispavox veröffentlicht.
  - 1. Satz: Allegro Antón García Abril, Concierto aguediano para guitarra y orquestra auf YouTube, 8. Juni 2017, abgerufen am 14. Januar 2014.
  - 2. Satz: Liberalmente Antón García Abril Concierto Aguediano II Liberamente auf YouTube, 25. April 2019, abgerufen am 14. Januar 2014. Einspielung vom Gitarristen Gabriel Estarellas und dem Orquesta Sinfónica de Madrid unter Leitung des Komponisten.
  - 3. Satz: Allegro Antón García Abril Concierto Aguediano III Allegro auf YouTube, 25. April 2019, abgerufen am 14. Januar 2014. Einspielung vom Gitarristen Gabriel Estarellas und dem Orquesta Sinfónica de Madrid unter Leitung des Komponisten.
- Concierto de Gibralfaro für zwei Gitarren und Orchester
- Concierto de la Malvarrosa für Flöte, Klavier und Orchester
- Concierto de las Tierras Altas für Cello und Orchester
- Concierto Mudéjar für Gitarre und Streichorchester
- Concierto para Piano y Orquesta
- Juventus für zwei Klaviere und Orchester
- Nocturnos de la Antequeruela für Klavier und Streichorchester
- Cantos de Ordesa, Konzert für Viola und Orchester

### Orchesterwerke
- Alba de Soledades
- Alhambra
- Canciones y Danzas para Dulcinea
- Cantos de Pleamar
- Celibidachiana
- Concierto para instrumentos de arco [Konzert für Streichorchester], komponiert 1962. I Largo - Allegro con brio II Lento III Allegro OCLC 150129168
- El Mar de las Calmas
- Hemeroscopium
- Introducción y Fandango
- Lumen
- Memorandum
- Tres escenas del ballet La Gitanilla
- Tres Sonatas para Orquestra
- Variaciones Concertantes

### Werke für Chor und Orchester
- Alegrías für Kinderchor, Mezzosopran, Sprecher und Orchester
- Canciones Asturianas
- Canciones de Valldemosa nach Texten von Luis Rosales, José García Nieto, José Hierro, Antonio Gala, Gerardo Diego, Dionisio Ridruejo und Salvador Espriu
- Canciones del Jardín Secreto
- Cancions Xacobeas
- Cántico de las Siete Estrellas für Chor und Orchester
- Cántico de "La Pietá" für Sopran, Cello, Orgel, gemischten Chor und Streichorchester
- Divinas Palabras
- Himno de Aragón
- Lurkantak für Chor und Orchester
- Salmo de Alegría para el siglo XXI für Sopran und Streichorchester (Text: Rafael Alberti)
- Salve Regina

### Chorwerke
- Pater noster und Ave Maria für vierstimmigen gemischten Chor, publiziert bei Unión Musical Española in Madrid, 1964 OCLC 435742614 Eingespielt vom Coro Cervantes und dem Organisten Charles Matthews unter der Leitung von Carlos Fernandez Aransay Ave Maria auf YouTube, 23. August 2015, abgerufen am 13. Januar 2021. Pater Noster auf YouTube, 13. August 2015, abgerufen am 13. Januar 2021.
- Dos villancetes für gemischten Chor, publiziert bei Ediciones Quiroga in Madrid 1967 OCLC 435765775 Eingespielt vom Coro Cervantes unter der Leitung von Carlos Fernandez Aransay,
  - I Del rosal vengo mi madre. Text: Gil Vicente Dos Villancetes. Del Rosal Vengo Mi Madre auf YouTube, 23. Juni 2015, abgerufen am 13. Januar 2021.
  - II ¿Como pasaré la sierra? Text: Gil Vicente Dos Villancetes. ¿Cómo Pasaré La Sierra? auf YouTube, 23. Juni 2015, abgerufen am 13. Januar 2021.
- Tres canciones asturianas für gemischten Chor. Auftragswerk der Federación Coral Asturiana [Asturianischer Chorverband], entstanden im März 1982 OCLC 435820058 Eingespielt vom Coro Cervantes unter der Leitung von Carlos Fernandez Aransay,
  - I Una palomina blanca como la nieve Tres Canciones Asturianas. Una Palomina Blanca Como La Nieve auf YouTube, 26. März 2015, abgerufen am 14. Januar 2021.
  - II !Que me oscurece! Tres Canciones Asturianas. ¡Que Me Oscurece! auf YouTube, 26. März 2015, abgerufen am 14. Januar 2021.
  - III Cuatro pañolinos tengo. Tres Canciones Asturianas. Cuatro Pañolinos Tengo auf YouTube, 26. März 2015, abgerufen am 14. Januar 2021.

### Klavierwerke
- Sonatine für Klavier, komponiert 1954, publiziert bei Union Musical Española in Madrid, 1960 OCLC 435659550 I Allegretto II Arieta III Finale. Eingespielt von der Pianistin Maria Canyigueral ANTÓN GARCÍA ABRIL Sonatina Maria Canyigueral, piano auf YouTube, 24. März 2015, abgerufen am 13. Januar 2021.
- Lontananzas, Suite für Klavier, 1954
- Sonatina del Guadalquivir, publiziert bei Real Musical in Madrid, 1985 OCLC 44727499 I Allegro II Lentamente III Allegro Vivace. Eingespielt von der Pianistin Maria Canyigueral ANTÓN GARCÍA ABRIL Sonatina del Guadalquivir Maria Canyigueral, piano auf YouTube, 24. März 2015, abgerufen am 13. Januar 2021.
- Preludio und Tocata für Klavier, publiziert bei Real Musical Ed. ´Madrid, 1985 OCLC 843996226

### Werke für Gitarre
- Suite für Gitarre, komponiert 1965 I Preludio II Marcha III Cancion IV Tocata V Habanera VI Elegia VII Balada VIII Siguiriya, publiziert bei Union Musical Española Madrid, 1965 OCLC 1194531541
- Evocaciones, Suite für Gitarre, Homenaje [Hommage] a Andrés Segovia (1981), publiziert bei Real Musical Ed. Madrid, 1985 OCLC 843946915 I Moderat II Allegro III Moderato IV Liberamente V Allegro. Eingespielt vom spanischen Gitarristen Francisco Bernier Suite para Guitarra - Homenaje a Andrés Segovia (1981) auf YouTube, 22. November 2016, abgerufen am 13. Januar 2021.

### Kammermusik
- Cantos de plenilunio für Flöte und Klavier, publiziert 1972 ISBN 9788488241030 Eingespielt von der Flötistin Taciana Gómez Malet und dem Pianisten Manuel de la Riva Abenia und 2011 auf der CD Música para Flauta y Piano beim Label Delicias Discograficas Cantos de Plenilunio auf YouTube, 4. März 2015, abgerufen am 13. Januar 2021.

### Lieder
- Colección de canciones infantiles [Sammlung von Kinderliedern], Text: Federico Muelas, publiziert bei Union Musical Española in Madrid, 1960 OCLC 844031966 Eingespielt von der Sopranistin María Orán und dem Pianisten Chiky Martín und bei Bolamar Ediciones Musicales SL und 2013 publiziert
  - I Cancion De Las Dos Noches Antón García Abri: Colección de Canciones Infantiles-Canción de las Dos Noches auf YouTube, 23. August 2018, abgerufen am 13. Januar 2021.
  - II En El Agua Del Arroyo Antón García Abril Colección de Canciones Infantiles En el Agua del Arroyo auf YouTube, 24. April 2019, abgerufen am 13. Januar 2021.
  - III Pala Y Pico Antón García Abril: Colección de Canciones Infantiles-Pala y Pico auf YouTube, 23. August 2018, abgerufen am 13. Januar 2021.
  - IV Poemilla Humilde DE 9+ Antón García Abril Colección de Canciones Infantiles Poemilla Humilde auf YouTube, 14. April 2019, abgerufen am 13. Januar 2021.
  - V Romancillo De La Luna Antón García Abril: Colección de Canciones Infantiles-Romancillo de Luna auf YouTube, 23. August 2018, abgerufen am 13. Januar 2021.
  - VI Sale El Menguante Del Mar Antón García Abril Colección de Canciones Infantiles Sale el Menguante del Mar auf YouTube, 24. April 2019, abgerufen am 13. Januar 2021.
  - VII Tu Reloj Antón García Abril Colección de Canciones Infantiles Tu Reloj auf YouTube, 24. April 2019, abgerufen am 13. Januar 2021.
- Tres canciones españolas [Drei spanische Lieder] für Gesang und Orchester. Text: Federico García Lorca, publiziert bei Union Musical Española in Madrid, 1964 OCLC 124039597 Eingespielt von der Sopranistin María Orán und dem Pianisten Chiky Martín und bei Bolamar Ediciones Musicales SL 2013 publiziert
  - I Zorongo Antón García Abril: Tres Canciones Españolas-Zorongo auf YouTube, 23. März 2018, abgerufen am 13. Januar 2021.
  - II Nana, niño, nana Antón García Abril: Tres Canciones Españolas-Nana, Niño, Nana auf YouTube, 23. März 2018, abgerufen am 13. Januar 2021.
  - III Baladilla de los tres rios Antón García Abril: Tres Canciones Españolas-Baladilla de los Tres Ríos auf YouTube, 23. März 2018, abgerufen am 13. Januar 2021.
- Aunque Vives en Costera für Gesang und Klavier; aragonesischer Text publiziert bei Union Musical Española in Madrid, 1964 OCLC 435733552 Eingespielt von der Sopranistin María Orán und dem Pianisten Chiky Martín und bei Bolamar Ediciones Musicales SL und 2013 publiziert Antón García Abril: Aunque Vives en Costera auf YouTube, 13. August 2018, abgerufen am 13. Januar 2021.
- Cuatro canciones sobre textos gallegos. [Vier Lieder über galizische Texte], publiziert bei Unión Musical Española in Madrid 1965 OCLC 435651534
  - I Cando vos oyo tocar Antón García Abril: Cuatro Canciones Sobre Textos Gallegos-Cuando Vos Oyo Tocar auf YouTube, 23. März 2018, abgerufen am 13. Januar 2021.
  - II Todo e silencio Antón García Abril: Cuatro Canciones Sobre Textos Gallegos-Todo È Silencio auf YouTube, 23. März 2018, abgerufen am 13. Januar 2021.
  - III As de cantar, meniña gaitera. Text: Rosalía de Castro Antón García Abril: Cuatro Canciones Sobre Textos Gallegos-As de Cantar, Meniña Gaiteira auf YouTube, 23. August 2018, abgerufen am 13. Januar 2021.
  - IV Coita. Text: Alvaro de las Casas Antón García Abril: Cuatro Canciones Sobre Textos Gallegos-Coita (Mariñeiros) auf YouTube, 23. August 2018, abgerufen am 13. Januar 2021.
- Canciones de Valldemosa, a Federico Chopín in memoriam ISBN 978-8486230265 Eingespielt von der Sopranistin María Orán und dem Pianisten Chiky Martín und bei Bolamar Ediciones Musicales SL 2013 publiziert
  - I A Federico Chopin Text: Luis Rosales Antón García Abril Canciones de Valldemosa A Federico Chopin, Que a Veces Llora por Nosotros auf YouTube, 24. April 2019, abgerufen am 14. Januar 2021.
  - II Jardín de Valldemosa Text: José García Nieto Antón García Abril: Canciones de Valldemosa-Jardín de Valldemosa 30 Aufrufe •23.08.2018 auf YouTube, 23. August 2018, abgerufen am 14. Januar 2021.
  - III Pareja en sombra sobre fondo de oro Text: José Hierro Antón García Abril: Canciones de Valldemosa-Pareja en Sombras Sobre Fondo de Oro auf YouTube, 23. August 2018, abgerufen am 14. Januar 2021.
  - IV Agua me daban a mí Antón García Abril: Canciones de Valldemosa-Agua de Daban a Mí auf YouTube, 23. August 2018, abgerufen am 14. Januar 2021.
  - V A pié van mis suspiros Text: Canción de anillos Antón García Abril: Canciones de Valldemosa-A Pie Van los Supiros auf YouTube, 23. August 2018, abgerufen am 14. Januar 2021.
  - VI No por amor, no por tristeza Text: Antonio Gala Antón García Abril: Canciones de Valldemosa-No por Amor, No por Tristeza auf YouTube, 23. August 2018, abgerufen am 14. Januar 2021.
  - VII Preludios de Mallorca Text: Gerardo Diego Antón García Abril Canciones de Valldemosa Preludios de Mallorca auf YouTube, 24. April 2019, abgerufen am 14. Januar 2021.
  - VIII Horas de Valldemosa Text: Dionisio Ridruejo Antón García Abril Canciones de Valldemosa Horas de Valldemosa auf YouTube, 24. April 2019, abgerufen am 14. Januar 2021.
  - IX Chopin, tal vegada a Valldemosa Text: Salvador Espriú Antón García Abril: Canciones de Valldemosa-Chopin, Tal Vegada a Valldemosa auf YouTube, 24. April 2019, abgerufen am 14. Januar 2021.
- Tres nanas für Gesang und Klavier Text: Rafael Alberti. OCLC 435930229 Eingespielt von der Sopranistin María Orán und dem Pianisten Chiky Martín und bei Bolamar Ediciones Musicales SL 2013 publiziert
  - I Nana de la cigüeña Antón García Abril: Tres Nanas-Nana de la Cigüeña auf YouTube, 23. August 2018, abgerufen am 14. Januar 2021.
  - II Nana de negra flor Antón García Abril: Tres Nanas-Nana de la Negra Flor auf YouTube, 23. August 2018, abgerufen am 14. Januar 2021.
  - III Nana del niño malo. Antón García Abril: Tres Nanas-Nana del Niño Malo auf YouTube, 23. August 2018, abgerufen am 14. Januar 2021.

## Filmografie (Auswahl)
- 1960: La fiel infantería[2]
- 1962: Bis aufs Blut (Tierra brutal)
- 1965: Das Geheimnis der Todesinsel
- 1966: Django, der Rächer (Texas addio)
- 1967: Perry Rhodan – SOS aus dem Weltall (…4 …3 …2 …1 …morte)
- 1970: Manos torpes
- 1971: Die Nacht der reitenden Leichen (La noche del terror ciego)
- 1971: Nacht der Vampire (La noche de Walpurgis)
- 1972: Viva Pancho Villa (El desafío de Pancho Villa)
- 1973: The Loreley’s Grasp – Die Bestie im Mädchen-Pensionat (Las garras de Lorelei)
- 1973: Die Rückkehr der reitenden Leichen (El ataque de los muertos sin ojos)
- 1974: Das Geisterschiff der schwimmenden Leichen (El buque maldito)
- 1975: Das Blutgericht der reitenden Leichen (La noche de los gaviotas)